# Agostino Busti
Agostino Busti, kallad il Bambaja, född 1483 och död 1548 var en lombardisk bildhuggare.
Bustis främsta verk är minnesvården över Johan Gaston av Foix, påbörjad 1515. Delar av det senare förstörda arbetet är nu spridda i olika samlingar; huvudfiguren en liggande bild av Gaston, finns i Museo Sforzesco, Milano. Bustis arbeten präglas av lombardiska skolan, och han medverkade även vid utsmyckningen av Certosa di Pavia i Pavia.